# Claude-Pierre Goujet
Claude-Pierre Goujet, dit l’abbé Goujet, né le 19 octobre 1697 à Paris où il est mort le 1er février 1767, est un polémiste et biographe janséniste français.

## Biographie
D’un tempérament délicat, Goujet souffrit pendant sa jeunesse de plusieurs maladies assez graves pour mettre sa vie en danger. Ce fut peut-être ce motif qui détermina son père, peu aisé et d’un caractère dur, à lui permettre de suivre le goût qu’il montra de bonne heure pour l’étude. Il fit ses premières classes au collège Mazarin, et sa rhétorique sous les Pères Porée et Sanadon.
Le premier fit quelques démarches pour l’engager à entrer chez les jésuites, et l’abbé Goujet, devenu janséniste, « regardait comme une grâce singulière du ciel de lui avoir échappé. » Cependant son ardeur pour l’étude et sa faible santé l’éloignaient du monde. En 1705, il prit l’habit ecclésiastique, fit son cours de théologie, et osa soutenir dans sa thèse de licence des principes condamnés par la bulle Unigenitus.
En 1719, il se présenta pour être admis dans la congrégation de l'Oratoire mais il en sortit au bout d’un an, avec le consentement des supérieurs, pour prendre possession du canonicat de Saint-Jacques de l'Hôpital, dont il avait été pourvu par les collateurs sans aucune sollicitation.
L’abbé Goujet ne tarda pas à se signaler parmi les appelants : conférences particulières ou publiques, instructions, lettres, discours, voyages, il mit tout en œuvre pour faire triompher une cause qu’il regardait comme celle de la vérité. Cette conduite devint un obstacle à sa fortune mais il s’en consola par l’idée qu’il remplissait son devoir. On lui offrit des cures, des bénéfices ; il les refusa tous, parce qu’on aurait exigé de lui une rétractation qui blessait sa conscience.
Au milieu de cette vie agitée, son amour pour l’étude était loin de s’affaiblir. Il avait traduit, d’après le conseil d’un ami, le traité de Grotius, De la vérité de la religion ; et cette traduction, accompagnée de notes judicieuses, fut très bien reçue. Ce premier succès l’encouragea, et il publia plusieurs morceaux intéressants dans les Nouvelles littéraires et dans la continuation des Mémoires de littérature de Desmolets.
Il céda ensuite aux sollicitations de quelques personnes qui l’engageaient à se charger de terminer l’Histoire ecclésiastique de Claude Fleury. Il ne se dissimulait pas toutes les difficultés d’un pareil travail ; et pendant l’impression de son Histoire du concile de Constance, ayant appris que le Père Fabre, avait fait une continuation de l’ouvrage de Fleury, il renonça avec plaisir à la sienne et prit même l’engagement de revoir celle de son rival. Depuis il ne se passa pas une seule année sans que l’abbé Goujet donnât au public quelques nouvelles productions.
Son attachement aux devoirs de son état et le zèle avec lequel il continuait à les remplir l’obligeaient souvent à prendre sur les heures, du sommeil pour se livrer à ses études. L’excès du travail l’échauffait, et la fièvre, en le retenant au lit, le forçait à un repos indispensable mais, à peine rétabli, il se hâtait de reprendre un genre de vie si contraire à la santé. Aux retours fréquents de fièvre et de colique se joignirent, des douleurs dans la vessie. Le jour où il devait « être sondé, s’étant voué au diacre Pâris, il rendit sans effort cinq pierres, dont l’une, dit-il, armée de pointes aiguës, était grosse comme le petit doigt d’un enfant de six ou sept ans » ; il ne manqua pas d’attribuer sa guérison à l’intercession du bienheureux diacre ; trait qui suffit pour prouver son entêtement dans les principes du jansénisme, et qui explique aussi sa haine contre ceux qu’il croyait en être les adversaires.
Cette haine perce surtout dans ses corrections et suppléments au Dictionnaire de Moréri. Les appelants y sont représentés comme des martyrs de la foi, et les théologiens de Port-Royal comme autant de Pères de l'Église ; tandis que le mérite des écrivains opposés y est sans cesse rabaissé avec cette même mauvaise foi que l’abbé Goujet reprochait à ses ennemis.
L’impression du Supplément éprouva de grandes difficultés ; on demanda à Goujet des corrections qu’il refusa avec aigreur. Le ministre fit saisir les exemplaires qui restaient en magasin, et la vente n’en fut permise qu’avec de nombreux cartons contre lesquels Goujet réclama par une lettre insérée dans le Journal des savants (édition de Hollande, septembre 1750). Chargé de pourvoir aux besoins d’une nombreuse famille, et n’ayant de ressource que son modique bénéfice, c’était la nécessité qui avait déterminé l’abbé Goujet à se charger de refondre le Dictionnaire de Moréri. Le même motif le fit entreprendre de continuer la Bibliothèque ecclésiastique de Dupin dont il donna trois volumes. L’impression du quatrième fut arrêtée par le crédit de ses ennemis. Le comte d’Argenson l’engagea ensuite à s’occuper d’une Histoire littéraire de France. Ce fut ce qui lui donna l’idée de la Bibliothèque française, ouvrage important, mais dont il ne retira pas les avantages qu’il avait espérés. Son attachement extrême au parti qu’il avait embrassé fut l’unique cause des traverses et des mortifications qu’il éprouva.
Le cardinal de Fleury, en rendant justice à son mérite, s’opposa à son admission à l’Académie des belles-lettres et refusa de lui donner une place dans la rédaction du Journal des savants. Ses nombreux et utiles travaux avaient presque toujours été sans récompense. Il perdit la vue et fut forcé, pour subsister, de vendre la bibliothèque qui lui avait couté tant de soins à former, mais dont il ne pouvait plus faire usage.
Le duc de Béthune-Charost, s’en rendit acquéreur au prix que le propriétaire y fixa lui-même. Le jour où l’on enleva ses livres, ses amis le trouvèrent accablé au point qu’ils prévirent sa fin prochaine. En effet, il fut frappé d’apoplexie le dimanche suivant, et mourut quelques heures après. L’abbé Goujet était membre des Académies de Marseille, de Rouen, d’Angers et d’Auxerre.
Goujet a laissé des Mémoires historiques et littéraires sur sa vie, publiés par son ami l’abbé Barral, donnant des détails assez intéressants sur ses travaux et quelques anecdotes curieuses ; ils sont terminés par le catalogue de ses nombreux ouvrages, divisé en six classes, savoir : 14 traductions ; 4 ouvrages de piété, 20(21) ouvrages historiques, 25 éloges historiques ; 25 pièces diverses ; et ou 4 autres ouvrages.

## Principales publications
- Vies des saints pour tous les jours de l’année, avec l’histoire des mystères de Nôtre-Seigneur, Paris, 1750, 7 volumes in-12 ; 1734, 2 volumes in-4°. C’est une compilation assez estimée. François-Philippe Mésenguy a composé les mois, de janvier, de février et une partie de mars, le mois de décembre est de Roussel, professeur émérite de l’université de Paris.
- Bibliothèque des écrivains ecclésiastiques, Paris, 1736, 5 volumes in-8o : c’est une suite de l’ouvrage de Dupin. Les analyses qu’elle renferme sont trop étendues, et le style est négligé.
- Discours sur le renouvellement des études, et principalement des études ecclésiastiques depuis le XIVe siècle, in-12, et en-tête du trente-troisième volume de l’Histoire ecclésiastique par le P. Fabre, à qui pour cette raison on l’a attribué.
- Dissertation sur l’état des sciences en France depuis la mort de Charlemagne jusqu’à celle du roi Robert, Paris, 1737, in-12. Elle fut couronnée par l’Académie des inscriptions. Les erreurs qui se sont glissées dans l’impression ont été corrigées dans une lettre adressée par Goujet à l’abbé Desfontaines, qui l’a insérée dans ses Observations sur les écrits modernes.
- Bibliothèque française, Paris, 1740-1759, 18 volumes in-12. Les huit premiers ont été réimprimés avec des corrections et des changements, et l’on trouve dans les suivants des additions pour les volumes qui avaient déjà paru. Cet ouvrage estimable n’a point été terminé, et les tomes 19 et 20, qui existent en manuscrit n’ont pas été publiés. Ce n’est pas, comme on pourrait le supposer, une histoire de la littérature française. Les grammairiens, les rhéteurs, les traducteurs et les poètes y forment autant de parties séparées. De ce plan défectueux il résulte qu’on n’y voit ni la marche et les progrès de notre littérature, ni l’influence qu’ont exercée sur elle les littératures italienne et espagnole, jusqu’à l’époque où les écrivains du siècle de Louis XIV relevèrent au-dessus de toutes les autres. On ne doit y chercher non plus ni esprit philosophique, ni aperçus nouveaux ; mais il renferme des analyses exactes de livres peu connus, et il prouve dans son laborieux auteur une lecture immense et une patience infatigable.
- Mémoire historique et littéraire sur le Collége royal de France, Paris, 1758, in-4°, ou 5 volumes in-12. Il y a des recherches curieuses, dans cet ouvrage, qui fut l’objet d’une discussion assez vive entre l’abbé Goujet et Crevier.
- Histoire du pontificat de Paul V, Amsterdam (Paris), 1765, 2 volumes in-12. Il la rédigea sur les Mémoires manuscrits de François Savary de Brèves, ambassadeur de France à Rome. L’impression en fut retardée par M. de Maupeou, qui accorda enfin une permission tacite.
- la Vie d’Ovide, en tête des Métamorphoses traduites par l’abbé Banier ; celles de Boileau, de Nicole, de Félix Vialart, évêque de Châlons, de Floriot, etc.
- Les éloges de Gibert, du cardinal Passionei, du P. Reynaud, de Pierre Lombert (d) , Jacques Joseph Duguet, Avrillon, du graveur François de Poilly, Ludovico Antonio Muratori, Joseph Bougerel, Niceron, du P. Fabre, François Bourgoin de Villefore et Pierre-Joseph Tricalet.
- La Vie de M. Nicole et l'Histoire de ses ouvrages  : t. 14 de la Continuation des Essais de Morale, de P. Nicole , 1732[4].

Il a fait de nombreuses corrections à l’Histoire des auteurs sacrés, par Dom Ceillier : il a donné une nouvelle édition du Dictionnaire de Richelet, Lyon, 1758, 3 vol. in-f°, et le Dictionnaire portatif de la langue française, extrait de ce grand dictionnaire, Paris, 1756, 1759, in-8o ; des Mémoires de la Ligue, 1758, 6 vol. in-4° ; de l’Histoire des inquisitions, 1759, 2 vol. in-12, et enfin des Mémoires de Marolles (voir Grotius, Nicolas Hamon, Valori, Meerman, Dom Thuillier).
Il a laissé le Catalogue raisonné des livres de sa bibliothèque (au nombre de dix mille), 6 volumes in-f° Barbier, qui possédait ce précieux manuscrit, en a publié une Notice très intéressante, in-8° de 58 pages.

## Sources
« Claude-Pierre Goujet », dans Louis-Gabriel Michaud, Biographie universelle ancienne et moderne : histoire par ordre alphabétique de la vie publique et privée de tous les hommes avec la collaboration de plus de 300 savants et littérateurs français ou étrangers, 2e édition, 1843-1865 [détail de l’édition]